# 채널A의 텔레비전 프로그램 목록
다음은 채널A의 텔레비전 프로그램의 관련 작품을 통해 발표된 순서로 나열 및 정리한 것이다.
- 표기 방식
  - 장르 프로그램 제목 (방송 기간)

- 장르 구분

| S  | 보도 · 시사        |
| I  | 교양               |
| DO | 다큐멘터리         |
| V  | 연예 · 오락 · 예능 |
| M  | 음악               |
| Q  | 퀴즈               |
| DR | 국내 드라마        |
| F  | 외화 드라마        |
| AN | 만화 · 애니메이션  |

## ㄱ
- I 갈 데까지 가보자 HD (2012년 11월 27일 ~ 2016년 2월 2일)
- V 같이 할래? GG HD (2019년 5월 4일 ~ 2019년 7월 27일)
- V 개그시대  HD (2011년 12월 6일 ~ 2012년 4월 17일)
- V 개밥 주는 남자 HD (2015년 12월 18일 ~ 2016년 11월 25일)
- V 개밥 주는 남자 시즌 2 HD (2017년 4월 29일 ~ 2018년 4월 22일)
- V 개밥 주는 남자 시즌 3 HD (2018년 12월 2일 ~ 2018년 12월 23일)
- V 개밥 주는 남자 - 개묘한 여행 HD (2019년 8월 17일 ~ 현재)
- V 거인의 어깨  HD (2017년 10월 18일 ~ 2018년 1월 3일)
- SI 관찰카메라 24시간 HD (2012년 3월 9일 ~ 2015년 7월 8일)
- SI 관찰카메라 24시간 시즌2 HD (2017년 9월 13일 ~ 현재)
- M 광화문 콘서트  HD (2014년 8월 2일 ~ 2014년 10월 18일)
- V 구원의 밥상  HD (2015년 7월 2일 ~ 2015년 12월 10일)
- S 굿모닝! 채널A HD (2011년 12월 2일 ~ 2012년 12월 21일)
- DR 굿바이 마눌 HD (2012년 5월 7일 ~ 2012년 7월 10일)
- I 그들처럼 먹어라 HD (2015년 12월 4일 ~ 2017년 7월 8일)
- I 그때 그사람 HD (2013년 2월 27일 ~ 2014년 9월 8일)
- I 그 여자 그 남자 HD (2011년 12월 3일 ~ 2013년 5월 11일)
- V 글로벌 한식토크 쇼킹  HD (2011년 12월 7일 ~ 2012년 7월 18일)
- V 글로벌 퀴즈쇼 한글왕  HD (2012년 3월 11일)
- V 기발한 세계여행 지금 바로  HD (2012년 2월 8일 ~ 2012년 6월 15일)
- SI 기적처럼 HD (2012년 5월 5일 ~ 2012년 5월 12일)
- DR 기준이 필요해?! HD (2018년 12월 26일)
- S 김광현의 탕탕평평 HD (2012년 12월 24일 ~ 2013년 10월 8일)
- S 김부장의 경제특급 HD (2012년 10월 22일 ~ 2013년 1월 4일)
- S 김부장의 뉴스통 HD (2014년 12월 22일 ~ 2015년 5월 15일)
- I 김성주의 모닝카페  HD (2011년 12월 2일 ~ 2012년 4월 20일)
- S 김진의 돌직구쇼 HD (2013년 7월 8일 ~ 현재)
- I 김현욱의 굿모닝 HD (2016년 10월 10일 ~ 2019년 2월 8일)
- I 꿈을 쏘다 HD (2013년 5월 11일 ~ 2013년 6월 1일)

## ㄴ
- V 나는 몸신이다 HD (2014년 12월 17일 ~ 현재)
- DRI 나는 취준생이다 HD (2016년 8월 31일 ~ 2016년 9월 4일)
- V 내조의 여왕 HD (2014년 8월 2일 ~ 2015년 5월 9일)
- I 너는 내 운명  HD (2011년 12월 5일 ~ 2012년 4월 27일)
- I 논설주간의 세상보기 HD (2013년 7월 7일 ~ 2015년 1월 25일)
- S 뉴스A HD (2011년 12월 26일 ~ 현재)
- S 뉴스A LIVE HD (2016년 10월 3일 ~ 현재)
- DR 니가 깜짝 놀랄만한 얘기를 들려주마  HD (2012년 11월 20일 ~ 2013년 2월 2일)

## ㄷ
- I 다섯 남자의 맛있는 파티 HD (2011년 12월 2일 ~ 2012년 1월 5일)
- S 다섯 남자의 오! 머니 HD (2013년 1월 7일 ~ 2013년 10월 25일)
- V 다시 쓰는 명승부 라이벌  HD (2019년 2월 2일)
- I 닥터 지바고 HD (2014년 8월 31일 ~ 현재)
- I 달자의 봄 HD (2013년 3월 27일 ~ 2013년 4월 3일)
- I 당신을 사랑합니다 HD (2012년 8월 12일 ~ 2013년 1월 27일)
- V 당신이 만드는 신데렐라 TV HD (2013년 4월 8일 ~ 2013년 5월 6일)
- I 대담한 인터뷰 HD (2012년 1월 15일 ~ 2012년 10월 14일)
- V 도시어부 시즌1  HD (2017년 9월 7일 ~ 2019년 9월 19일)
- V 도플갱어쇼 별을 닮은 그대 HD (2016년 12월 17일 ~ 2017년 3월 11일)
- V 동갑내기 여행하기 HD (2015년 12월 25일 ~ 2016년 1월 15일)
- V 두근두근 감동카메라 미사고 HD (2015년 3월 30일 ~ 2015년 9월 20일)

## ㄹ
- DRI 러블리 파머 HD (2018년 9월 28일)
- V 레드카펫  HD (2011년 12월 4일 ~ 2012년 3월 2일)
- I 로드다큐 취흥 HD (2013년 5월 20일 ~ 2013년 6월 1일)
- DRI 로맨스 특별법 HD (2017년 10월 24일 ~ 2017년 11월 9일)
- DO 리얼도전 청춘별곡 GO 아라비아 (2017년 1월 28일)
- V 리와인드 - 시간을 달리는 게임 HD (2019년 7월 17일 ~ 현재)

## ㅁ
- V 마켓인싸 HD (2018년 12월 11일 ~ 2018년 12월 25일)
- V 마켓인싸2 HD (2019년 6월 23일 ~ 2019년 6월 30일)
- V 맛있는 토요일 밥 한번 먹자  HD (2017년 5월 27일 ~ 2017년 9월 9일)
- I 맛탐한국 시즌1 HD (2016년 5월 31일 ~ 2016년 6월 14일)
- I 맛탐한국 시즌2 HD (2016년 11월 15일 ~ 2016년 12월 20일)
- V 머니타워  HD (2013년 10월 20일 ~ 2013년 10월 27일)
- V 먹방쇼 맛의 전설  HD (2014년 5월 7일 ~ 2014년 7월 2일)
- V 명랑해결단 HD (2013년 4월 30일 ~ 2013년 11월 25일)
- I 모큐드라마 싸인 HD (2013년 2월 25일 ~ 2015년 6월 30일)
- SI 몸신처럼 살아라  HD (2016년 5월 1일 ~ 2016년 11월 20일)
- V 무비홀릭   HD (2011년 12월 8일 ~ 2012년 2월 16일)
- I 뭘 먹지 HD (2012년 9월 7일 ~ 2012년 11월 21일)
- V 미용실  HD (2014년 1월 15일 ~ 2014년 1월 22일)
- I 미탐한국 HD (2017년 1월 25일 ~ 2017년 2월 8일)

## ㅂ
- V 박명수의 돈의 맛  HD (2012년 8월 1일 ~ 2012년 11월 3일)
- S 박상규의 대선스타일 HD (2012년 10월 15일 ~ 2012년 12월 3일)
- SI 박상규의 이슈속으로 HD (2016년 10월 9일 ~ 2017년 5월 14일)
- V 박시연의 멋 좀 아는 언니  HD (2018년 6월 14일 ~ 2018년 8월 30일)
- S 박찬숙의 칼칼토크 HD (2014년 1월 25일 ~ 2014년 8월 2일)
- I 보이는 특강 HD (2011년 12월 2일 ~ 2012년 2월 12일)
- V 보컬 플레이  HD (2018년 11월 10일 ~ 2019년 1월 26일)
- V 보컬 플레이 - 캠퍼스 뮤직 올림피아드  HD (2019년 10월 5일 ~ 현재)
- V 부르면 갑니다, 머슴아들 HD (2015년 12월 5일 ~ 2016년 3월 19일)
- I 부부극장 HD (2013년 8월 24일 ~ 2013년 9월 14일)
- I 부부극장 콩깍지 HD (2013년 11월 16일 ~ 2014년 11월 10일)
- V 분노왕 HD (2012년 9월 5일 ~ 2013년 5월 1일)
- V 불멸의 국가대표 HD (2011년 12월 3일 ~ 2012년 9월 8일)
- V 불멸의 국가대표 시즌2 HD (2013년 6월 22일 ~ 2013년 8월 3일)
- DR 불후의 명작 HD (2012년 3월 17일 ~ 2012년 5월 20일)
- V 비행기 타고 가요 HD (2019년 1월 26일 ~ 2019년 4월 20일)

## ㅅ
- S 사건 상황실 HD (2018년 7월 30일 ~ 현재)
- V 사심충만 오!쾌남 HD (2017년 4월 1일 ~ 2017년 7월 9일)
- I 상생리포트 최강기업 HD (2012년 9월 21일 ~ 2012년 12월 8일)
- V 생방송 오픈 스튜디오 HD (2012년 10월 25일 ~ 2013년 11월 28일)
- I 서민갑부 HD (2014년 12월 20일 ~ 현재)
- V 서세원 남희석의 여러 가지 연구소  HD (2013년 6월 26일 ~ 2013년 7월 17일)
- S 선데이 뉴스쇼 HD (2016년 10월 9일 ~ 2019년 9월 22일)
- V 설기문 최면쇼 YES I CAN  HD (2013년 1월 1일)
- I 성공신화 시크릿 HD (2012년 4월 5일 ~ 2012년 6월 7일)
- DO 세종에게 길을 묻다 HD (2017년 10월 12일)
- V 송은이 김숙의 영화보장 HD (2019년 8월 30일 ~ 현재)
- V 쇼프리티  HD (2018년 9월 20일 ~ 2018년 12월 6일)
- V 수상한 상견례  HD (2012년 3월 21일)
- V 수상한 인력소  HD (2018년 5월 11일 ~ 2018년 9월 21일)
- V 스타 패밀리 송 HD (2013년 10월 2일 ~ 2014년 3월 8일)
- V 스토리텔링 매직쇼  HD (2011년 12월 9일 ~ 2012년 5월 20일)
- S 스포츠 베토벤 HD (2012년 10월 22일 ~ 2012년 11월 23일)
- S 시사 인사이드 HD (2014년 7월 28일 ~ 2016년 9월 30일)
- S 시사특급 HD (2013년 1월 7일 ~ 2013년 10월 25일)
- V 식구일지  HD (2018년 9월 5일 ~ 2018년 10월 10일)
- I 신 대동여지도 (2013년 8월 24일 ~ 현재)
- S 신문으로 보는 세상 HD (2012년 7월 17일 ~ 2013년 7월 5일)
- I 신석호의 통일시계 HD (2012년 2월 18일 ~ 2012년 9월 22일)
- V 신입사원 탄생기 굿피플 HD (2019년 4월 13일 ~ 2019년 7월 16일)
- V 실화극장 그날  HD (2014년 12월 7일 ~ 2015년 3월 16일)
- V 싱데렐라 HD (2016년 11월 10일 ~ 2017년 3월 31일)
- V 씨네프리즘  HD (2018년 6월 2일 ~ 2019년)

## ㅇ
- V 아내가 뿔났다 HD (2015년 7월 10일 ~ 2016년 4월 7일)
- V 아빠본색 HD (2016년 7월 6일 ~ 현재)
- V 아빠와 함께 춤을  HD (2012년 3월 2일)
- V 아이콘택트 HD (2019년 8월 5일 ~ 현재)
- I 아침경제 골든타임 HD (2014년 8월 4일 ~ 2016년 10월 7일)
- V 아트스쿨  HD (2011년 12월 4일 ~ 2012년 1월 5일)
- S 안형환의 시사포커스 HD (2016년 10월 15일 ~ 2018년 7월 21일)
- V 압도적 7  HD (2014년 7월 20일 ~ 2014년 11월 15일)
- DRI 양육비 이행 관리원 HD (2018년 9월 27일)
- I 어메이징 스토리 싸인 HD (2016년 3월 1일 ~ 2016년 3월 15일)
- V 女변호사가 말한다 女子  HD (2014년 12월 1일 ~ 2015년 1월 5일)
- I 여행이 좋다 (2011년 12월 3일 ~ 2012년 3월 25일)
- V 연예 인사이드  HD (2011년 12월 2일 ~ 2012년 7월 27일)
- DR 열두밤 HD (2018년 10월 12일 ~ 2018년 12월 28일)
- V 오늘부터 대학생 HD (2016년 4월 16일 ~ 2016년 6월 18일)
- SV 외부자들 HD (2016년 12월 27일 ~ 2019년 7월 14일)
- V 우리도 국가대표다  HD (2017년 9월 29일 ~ 2017년 9월 30일)
- V 우주를 줄게  HD (2018년 3월 21일 ~ 2018년 6월 6일)
- V 워터걸스  HD (2018년 12월 26일 ~ 2019년 1월 30일)
- I 월드 스페셜 프렌즈 HD (2018년 12월 16일 ~ 2019년 1월 27일)
- V 웰컴 투 돈월드  HD (2012년 12월 2일 ~ 2013년 11월 9일)
- V 웰컴 투 시월드 HD (2012년 9월 13일  ~ 2014년 12월 18일)
- I 위대한 밥상  HD (2012년 1월 12일 ~ 2012년 3월 8일)
- V 위대한 수제자  HD (2019년 6월 12일 ~ 2019년 7월 17일)
- F 위험한 판결  HD (2011년 12월 7일 ~ 2012년)
- SI 유쾌한 삼촌 HD (2017년 6월 30일 ~ 2017년 11월 10일)
- V 음치들의 반란 앙코르 HD (2011년 12월 5일 ~ 2012년 2월 27일)
- I 응급의료 완전정복 HD (2019년 8월 25일 ~ 2019년 9월 8일)
- S 이남희의 직언직설 HD (2012년 7월 16일 ~ 2017년 1월 13일)
- S 이동관의 노크 HD (2014년 5월 11일 ~ 2015년 1월 25일)
- VQ 이수근의 바꿔드립니다 HD (2011년 12월 3일 ~ 2012년 3월 14일)
- S 이슈토크 HD (2012년 3월 19일 ~ 2012년 7월 13일)
- V 이영돈 신동엽의 젠틀맨 HD (2013년 12월 22일 ~ 2014년 3월 16일)
- I 이영돈 PD의 논리로 풀다 시즌1 HD (2012년 1월 13일 ~ 2012년 11월 5일)
- I 이영돈 PD의 논리로 풀다 시즌2 HD (2013년 5월 20일 ~ 2013년 10월 6일)
- I 이영돈 PD의 먹거리 X파일 HD (2012년 2월 10일 ~ 2017년 6월 23일)
- V 이은결 김원준의 TOP 매직 HD (2012년 6월 7일 ~ 2012년 8월 30일)
- VI 이제 만나러 갑니다 HD (2011년 12월 4일 ~ 현재)
- I 인문학쇼 호통 HD (2016년 9월 16일 ~ 2016년 10월 4일)
- I 일요기획 HD (2012년 12월 2일 ~ 2015년 4월 5일)
- S 일요매거진 HD (2016년 10월 9일 ~ 2018년 7월 22일)

## ㅈ
- V 잘 살아보세  (2015년 3월 12일 ~ 2017년 3월 11일)
- S 잠금해제 2020 HD (2011년 12월 9일 ~ 2013년 1월 6일)
- I 정보쇼 보물찾기 HD (2012년 4월 30일 ~ 2012년 6월 29일)
- S 정용관의 시사병법 HD (2014년 4월 14일 ~ 2015년 1월 30일)
- S 정치 데스크 HD (2017년 3월 6일 ~ 현재)
- S 정치이야기 시시비비 HD (2013년 10월 28일 ~ 2014년 7월 25일)
- V 주부 장보기 퀴즈쇼 담아와  (2012년 12월 23일 ~ 2013년 1월 6일)
- V 주사타파  (2013년 9월 21일 ~ 2013년 10월 13일)
- I 지금 해결해 드립니다 (2011년 12월 2일)
- DO 지구의 경고, 와일드 웨더 (2014년 12월 1일 ~ 2014년 12월 15일)
- V 지구인 라이브  (2019년 3월 29일 ~ 2019년 6월 14일)
- V 지붕 위의 막걸리  (2018년 11월 7일 ~ 2019년 2월 19일)
- I 집 나간 가족 HD (2014년 4월 24일 ~ 2014년 6월 26일)

## ㅊ
- SI 창업秘사 승부사들 HD (2015년 8월 28일)
- S 채널A 뉴스특보 HD ( 특집 편성 )
- S 채널A 뉴스 TOP 10 HD (2013년 10월 28일 ~ 현재)
- S 채널A 뉴스 830 / 채널A 주말뉴스 HD (2011년 12월 1일 ~ 2011년 12월 25일)
- S 채널A 뉴스&스포츠 HD (2011년 12월 26일 ~ 2012년 3월 9일)
- DO 채널A 다큐스페셜 (2011년 12월 4일 ~ 2012년 5월 18일)
- S 채널A 스포츠 뉴스 HD (2014년 1월 27일 ~ 현재)
- I 채널A 시청자 마당 (2011년 12월 9일 ~ 현재)
- S 채널A 종합뉴스 HD (2013년 2월 25일 ~ 2017년 9월 17일)
- I 천개의 비밀 어메이징 스토리 HD (2016년 3월 22일 ~ 2016년 12월 20일)
- V 천만홀릭 커밍쑨  HD (2018년 2월 23일 ~ 2018년 5월 19일)
- DR 천상의 화원 곰배령 HD (2011년 12월 3일 ~ 2012년 3월 11일)
- I 천일야사  (2016년 12월 28일 ~ 현재)
- V 청년농부 아이돌의 도전  HD (2018년 8월 31일 ~ 2018년 9월 14일)
- S 청와대 25시 HD (2014년 8월 9일 ~ 2015년 1월 31일)
- I 체인지업 라이프 헬로 굿맨 HD (2016년 11월 27일 ~ 2017년 10월 22일)
- V 초고속 비법쇼 돈 나와라 뚝딱  HD (2013년 8월 7일 ~ 2013년 8월 28일)
- DR 총각네 야채가게  (2011년 12월 21일 ~ 2012년 3월 8일)
- I 충격실화극 싸인 HD (2015년 7월 7일 ~ 2016년 2월 23일)
- DRI 취업인류 HD (2019년 1월 15일)
- V 취향저격 선데이  HD (2019년 5월 19일 ~ 2019년 9월 1일)
- I 친절한 의사들  HD (2011년 12월 9일 ~ 2011년 12월 23일)
- V 침묵예능 아이콘택트 HD (2019년 8월 5일 ~ 현재)
- DO 칭마에서 일주일 (2012년 8월 27일 ~ 2012년 9월 3일)

## ㅋ
- V 카톡쇼 HD (2013년 2월 23일 ~ 2014년 4월 5일)
- V 카톡쇼 S HD (2014년 4월 24일 ~ 2014년 12월 25일)
- V 카톡쇼 X HD (2015년 5월 7일 ~ 2016년 1월 7일)
- V 카톡쇼 4 HD (2016년 5월 6일 ~ 2016년 11월 25일)
- DR 커피야 부탁해 HD (2018년 12월 1일 ~ 2018년 12월 30일)
- V 컨츄리 선수권 대회 동네 한 바퀴  HD (2014년 1월 4일 ~ 2014년 1월 11일)
- DR 컬러 오브 우먼 HD (2011년 12월 5일 ~ 2012년 2월 7일)
- V 컬링배틀 미녀들의 스윕스윕  HD (2018년 1월 28일)
- DR 케이팝 최강 서바이벌 HD (2012년 3월 19일 ~ 2012년 5월 1일)
- S 쾌도난마 HD (2011년 12월 26일 ~ 2017년 3월 3일)

## ㅌ
- SI 토요 랭킹쇼 HD (2016년 10월 8일 ~ 현재)
- DO 트로이의 하얀 묵시록 (2011년 12월 1일 ~ 2011년 12월 3일)
- DR 터치 HD (2020년 1월 3일 ~ )

## ㅍ
- DR 판다양과 고슴도치 HD (2012년 8월 18일 ~ 2012년 10월 7일)
- V 팔아야 귀국  HD (2018년 9월 22일 ~ 2018년 12월 23일)
- V 팔아야 귀국 시즌2 in 베트남  HD (2019년 5월 25일 ~ 2019년 6월 29일)
- V 팔아야 귀국 시즌2 in 인도네시아  HD (2019년 7월 6일 ~ 2019년 8월 10일)
- DR 평일 오후 세시의 연인 HD (2019년 7월 5일 ~ 2019년 8월 24일)
- V 풍문으로 들었쇼 HD (2015년 10월 19일 ~ 현재)

## ㅎ
- V 하트드론  HD (2017년 12월 31일)
- V 하트시그널 HD (2017년 6월 2일 ~ 2017년 9월 1일)
- V 하트시그널 시즌2 HD (2018년 3월 16일 ~ 2018년 6월 15일)
- DO 한번 더 해피엔딩 (2015년 12월 9일 ~ 2016년 10월 25일)
- V 한양스캔들  HD (2012년 10월 27일 ~ 2012년 12월 28일)
- DR 해피앤드 101가지 부부이야기 ( → ) HD (2011년 12월 5일 ~ 2012년 3월 31일)
- I 행복한 아침 HD (2019년 2월 11일 ~ 현재)
- V 혼자 사는 여자 HD (2014년 1월 20일 ~ 2014년 4월 14일)
- I 황금 나침반 HD (2016년 3월 31일 ~ 현재)
- V 황금식판  HD (2018년 2월 25일 ~ 2018년 3월 4일)
- SI 황호택의 눈을 떠요 HD (2012년 12월 24일 ~ 2013년 6월 28일)
- DRI 희망소생사 고용씨 HD (2017년 11월 23일 ~ 2017년 12월 19일)

## 숫자 또는 영문
- I 2017 클린 대한민국 HD (2017년 7월 20일 ~ 2017년 11월 24일)
- V 2018 슈퍼레이스 매거진  HD (2018년 4월 16일 ~ 2018년 10월 22일)
- V 2019 슈퍼레이스 매거진  HD (2019년 4월 22일 ~ 현재)
- V 2019 DIMF 뮤지컬 스타 HD (2019년 6월 27일 ~ 2019년 7월 11일)
- S FACT 10 HD (2014년 1월 27일 ~ 2014년 7월 25일)
- M K POPCON HD (2011년 12월 3일 ~ 2012년 3월 6일)
- I Style A HD (2013년 3월 3일 ~ 2013년 3월 31일)

## 같이 보기
- 한국방송공사의 텔레비전 프로그램 목록
- 한국교육방송공사의 텔레비전 프로그램 목록
- 문화방송의 텔레비전 프로그램 목록
- SBS의 텔레비전 프로그램 목록
- OBS경인TV의 텔레비전 프로그램 목록
- KNN의 텔레비전 프로그램 목록
- tvN의 텔레비전 프로그램 목록
- OCN의 텔레비전 프로그램 목록
- JTBC의 텔레비전 프로그램 목록
- 매일방송의 텔레비전 프로그램 목록
- TV조선의 텔레비전 프로그램 목록